# Алиментарные потребности
Алиментарные потребности — это такие потребности, которые обеспечивают нормальное существование человека, как биосоциального существа. Или, другими словами, потребности первой необходимости. Примерами таких потребностей являются: вода, еда, тепло, одежда и т. д.
Если рассматривать алиментарные потребности, опираясь на пирамиду потребностей по Маслоу, то они находятся на двух последних ступенях данной пирамиды.
Впервые данный термин был употреблён Виктором Адольфовичем Ачарканом в своей работе «Государственные пенсии». 